# إبروكرولول
إبروكرولول وهو أحد محصرات مستقبلات بيتا، لم يتوفر للتداول والتسويق.